# Симхова къща
Симховата къща (на гръцки: Οικοδομή Σιμχά) е емблематична постройка в град Солун, Гърция.

## Местоположение
Сградата е разположена на улица „Елевтериос Венизелос“ № 11.

## История
Построена е в 1926 година от италианския архитект Салваторе Позели за Асер Самуил Симхас, който е първият собственик. Според източниците наследниците му наследяват една четвърт от сградата с магазините. Обявена е за паметник на културата в 1983 година.

## Архитектура
Сградата е проектирана със сутерен, партер с мецанин и четири етажа и с подчертана централна ос. На всеки от етажите има по седем офиса. В плана на етажите напречната на централната ос е използвана като помощна, като по този начин се създават кръстовидни комуникационни коридори.
На фасадата централната ос е подчертана чрез създаването на единичен триетажен перваз (еркер), увенчан с корона, който включва балкона на последния етаж. От двете страни на централния издатък са оформени двойки врати (балконски врати) с извита външна част, които са увенчани с рамки с флорална украса. Сградата оцелява и до днес, като са построени само два от четирите етажа над мецанина на първоначалния план.